# Mariano Campodónico
Mariano Alejandro Campodónico (Glew, Buenos Aires, Argentina, 4 de mayo de 1974) es un exfutbolista y actual director técnico argentino que se desempeñaba como delantero. Actualmente dirige a San Martín de Tucumán de la Primera Nacional.
Su primer equipo fue Temperley, donde se forjó en inferiores, tras la quiebra del club queda libre su pase, arriba a Banfield donde debuta en Primera. Ha jugado en la máxima categoría de Argentina, Venezuela, Ecuador, México y Paraguay y en el ascenso argentino.  Se retiró de la actividad profesional el 12 de junio de 2016 a la edad de 42 años. Su última temporada la jugó en Cañuelas FC de la Cuarta División de Argentina.
En 2006 fue condenado a ocho días de prisión por realizar gestos obscenos a la parcialidad de Talleres luego de convertir en el clásico cordobés para el triunfo de su equipo, pero solamente tuvo que realizar trabajos comunitarios en escuelas. 
Ha logrado cuatro ascensos a primera división: con Belgrano en dos oportunidades, también fue consecuente de un ascenso con San Martín de Tucumán y lo propio con All Boys. Es uno de los jugadores argentinos con más ascensos conseguidos, fueron cuatro en tan solo cinco años.
En julio de 2024 se transformó en el director Técnico de All Boys, club con el que firmó contrato hasta el 31 de diciembre de 2025.
Actualmente dirige a San Martin de Tucuman

## Clubes

### Como jugador
| Club                        | País      | Año       |
| --------------------------- | --------- | --------- |
| Banfield                    | Argentina | 1993-1998 |
| Platense                    | Argentina | 1998-1999 |
| San Martín de San Juan      | Argentina | 1999-2000 |
| Arsenal                     | Argentina | 2000-2001 |
| El Porvenir                 | Argentina | 2001      |
| Caracas FC                  | Venezuela | 2002      |
| Aucas                       | Ecuador   | 2002      |
| Deportivo Quito             | Ecuador   | 2003      |
| Gimnasia de Jujuy           | Argentina | 2003      |
| Jaguares de Tapachula       | México    | 2004      |
| Ferro                       | Argentina | 2004-2005 |
| Belgrano                    | Argentina | 2005-2006 |
| Nueva Chicago               | Argentina | 2006      |
| San Martín de Tucumán       | Argentina | 2007-2008 |
| Cerro Porteño               | Paraguay  | 2008      |
| Aldosivi                    | Argentina | 2009      |
| All Boys                    | Argentina | 2009-2010 |
| Belgrano de Córdoba         | Argentina | 2010-2011 |
| Temperley                   | Argentina | 2011-2013 |
| Talleres (RE)               | Argentina | 2013-2014 |
| Mitre (Santiago del Estero) | Argentina | 2015-2016 |
| Cañuelas FC                 | Argentina | 2016-2017 |
| Las Lomas de Guernica       | Argentina | 2017-2018 |
| Dep. San Vicente            | Argentina | 2022      |

### Como entrenador
| Club                                | País      | Año         |
| ----------------------------------- | --------- | ----------- |
| Cañuelas FC                         | Argentina | 2017 - 2018 |
| Luján                               | Argentina | 2018        |
| Sacachispas                         | Argentina | 2019        |
| Talleres (RE)                       | Argentina | 2021        |
| Temperley                           | Argentina | 2024        |
| All Boys                            | Argentina | 2024        |
| Club Atlético San Martín de Tucumán | Argentina | 2025        |

### Estadísticas como entrenador
| Equipo                  | Div.                  | Torneo                | Estadísticas | Estadísticas | Estadísticas | Estadísticas | Estadísticas | Estadísticas | Estadísticas | Estadísticas |
| Equipo                  | Div.                  | Torneo                | PJ           | G            | E            | P            | GF           | GC           | DG           | Efectividad  |
| ----------------------- | --------------------- | --------------------- | ------------ | ------------ | ------------ | ------------ | ------------ | ------------ | ------------ | ------------ |
| Cañuelas Argentina      | 4.ª                   | Primera C 2017-18     | 20           | 8            | 4            | 8            | 25           | 26           | -1           | 46,67%       |
| Total                   | Total                 | Total                 | 20           | 8            | 4            | 8            | 25           | 26           | -1           | 46,67%       |
| Luján Argentina         | 4.ª                   | Primera C 2018-19     | 10           | 1            | 4            | 5            | 7            | 13           | -6           | 23%          |
| Total                   | Total                 | Total                 | 10           | 1            | 4            | 5            | 7            | 13           | -6           | 23%          |
| Sacachispas Argentina   | 3.ª                   | Primera B 2018-19     | 17           | 4            | 6            | 7            | 12           | 20           | -8           | 35,29%       |
| Sacachispas Argentina   | 3.ª                   | Primera B 2019-20     | 6            | 0            | 2            | 4            | 5            | 11           | -6           | 11%          |
| Total                   | Total                 | Total                 | 23           | 4            | 8            | 11           | 17           | 31           | -14          | 28,98%       |
| Talleres (RE) Argentina | 3.ª                   | Primera B 2021        | 8            | 2            | 4            | 2            | 7            | 6            | +1           | 41,67%       |
| Total                   | Total                 | Total                 | 8            | 2            | 4            | 2            | 7            | 6            | +1           | 41,67%       |
| Temperley Argentina     | 2.ª                   | Primera Nacional 2024 | 4            | 0            | 3            | 1            | 2            | 3            | -1           | 25%          |
| Total                   | Total                 | Total                 | 4            | 0            | 3            | 1            | 2            | 3            | -1           | 25%          |
| All Boys Argentina      | 2.ª                   | Primera Nacional 2024 | 16           | 7            | 6            | 3            | 21           | 10           | +11          | 56,25%       |
| All Boys Argentina      | 2.ª                   | Primera Nacional 2025 | 11           | 3            | 4            | 4            | 12           | 11           | +1           | 39,39%       |
| All Boys Argentina      | 2.ª                   | Copa Argentina 2025   | 1            | 0            | 0            | 1            | 1            | 2            | -1           | 0%           |
| Total                   | Total                 | Total                 | 28           | 10           | 10           | 8            | 34           | 23           | +11          | 47,62%       |
| Total como entrenador   | Total como entrenador | Total como entrenador | 93           | 25           | 33           | 35           | 92           | 102          | -10          | 38,76%       |

## Palmarés

### Ascensos
| Logro                    | Club           | Temporada |
| ------------------------ | -------------- | --------- |
| Ascenso Primera División | Belgrano       | 2005-06   |
| Campeón B Nacional       | San Martín (T) | 2007-08   |
| Ascenso Primera División | All Boys       | 2009-10   |
| Ascenso Primera División | Belgrano       | 2010-11   |